# IC 1014
IC 1014 је спирална галаксија у сазвјежђу Волар која се налази на листи објеката дубоког неба у Индекс каталогу.
Деклинација објекта је + 13° 46' 50" а ректасцензија 14h 28m 18,6s. Привидна величина (магнитуда) објекта IC 1014 износи 13,0 а фотографска магнитуда 13,6. Налази се на удаљености од 24,2 милиона парсека од Сунца. IC 1014 је још познат и под ознакама UGC 9275, MCG 2-37-12, CGCG 75-45, KUG 1425+140, IRAS 14259+1400, PGC 51685.